# Belgische kampioenschappen indoor atletiek 1989
In 1989 werden de Belgische kampioenschappen indoor atletiek Alle Categorieën gehouden op zondag 29 januari in Liévin. Tijdens deze kampioenschappen werden twee Belgische records verbeterd. Ingrid Verbruggen verbeterde op de 60 m het record van Lea Alaerts naar 7,40 s. Sylvia Dethier verbeterde haar eigen record op de 60 m horden naar 8,34 s.

## Uitslagen

### 60 m
| rang   | atleet          | prestatie |
| ------ | --------------- | --------- |
| Goud   | Vincent Debaets | 6,85 s    |
| Zilver | Patrick Stevens | 6,85 s    |
| Brons  | Yves Henri      | 6,86 s    |

| rang   | atlete            | prestatie   |
| ------ | ----------------- | ----------- |
| Goud   | Ingrid Verbruggen | 7,40 s (NR) |
| Zilver | Carine Finck      | 7,57 s      |
| Brons  | Tonia Oliviers    | 7,66 s      |

### 200 m
| rang   | atleet         | prestatie |
| ------ | -------------- | --------- |
| Goud   | Bart Carlier   | 21,87 s   |
| Zilver | Erwin Thibau   | 21,90 s   |
| Brons  | Wim Van Avondt | 21,97 s   |

| rang   | atlete            | prestatie |
| ------ | ----------------- | --------- |
| Goud   | Ingrid Verbruggen | 24,10 s   |
| Zilver | Carine Finck      | 24,53 s   |
| Brons  | Tonia Oliviers    | 24,55 s   |

### 400 m
| rang   | atleet           | prestatie |
| ------ | ---------------- | --------- |
| Goud   | René Hermans     | 48,37 s   |
| Zilver | Yvan Delrue      | 48,90 s   |
| Brons  | Vincent Billouez | 49,43 s   |

| rang   | atlete               | prestatie |
| ------ | -------------------- | --------- |
| Goud   | Sonia Van Renterghem | 55,71 s   |
| Zilver | Martine Meersman     | 57.70 s   |
| Brons  | Isabelle Duchêne     | 57.78 s   |

### 800 m
| rang   | atleet         | prestatie |
| ------ | -------------- | --------- |
| Goud   | Tony Ernst     | 1.51,92   |
| Zilver | Walter De Smet | 1.52.60   |
| Brons  | Benoît Robin   | 1.53.00   |

| rang   | atlete         | prestatie |
| ------ | -------------- | --------- |
| Goud   | Regine Berg    | 2.05,70   |
| Zilver | Anneke Matthys | 2.06.80   |
| Brons  | Greet Dupain   | 2.07.83   |

### 1500 m
| rang   | atleet            | prestatie |
| ------ | ----------------- | --------- |
| Goud   | Marc Corstjens    | 3.42,82   |
| Zilver | Christophe Impens | 3.43,29   |
| Brons  | Jan Verbrugge     | 3.51,43   |

| rang   | atlete               | prestatie |
| ------ | -------------------- | --------- |
| Goud   | Maria Byczkowska     | 4.40,88   |
| Zilver | Dominique De Wachter | 4.40,92   |
| Brons  | Anja Smolders        | 4.42,46   |

### 3000 m
| rang   | atleet                | prestatie |
| ------ | --------------------- | --------- |
| Goud   | Peter Van De Kerkhove | 8.04,3    |
| Zilver | Michel Decoster       | 8.17,3    |
| Brons  | Ivo Claes             | 8.25,0    |

| rang   | atlete            | prestatie |
| ------ | ----------------- | --------- |
| Goud   | Mia Van Tongerloo | 9.47,58   |
| Zilver | Patrica Delauw    | 10.15,10  |
| Brons  | Karin Wilms       | 10.19,50  |

### 60 m horden
| rang   | atleet          | prestatie |
| ------ | --------------- | --------- |
| Goud   | Alain Cuypers   | 7,79 s    |
| Zilver | Wim Vandeven    | 8,08 s    |
| Brons  | Hubert Grossard | 8,09 s    |

| rang   | atlete              | prestatie   |
| ------ | ------------------- | ----------- |
| Goud   | Sylvia Dethier      | 8,34 s (NR) |
| Zilver | Caroline Delplancke | 8,56 s      |
| Brons  | Corinne De Vrye     | 8,67 s      |

### Verspringen
| rang   | atleet             | prestatie |
| ------ | ------------------ | --------- |
| Goud   | Tom Hofmans        | 7,57 m    |
| Zilver | Rudi Vanlancker    | 7,35 m    |
| Brons  | Eric Van de Vijver | 7,32 m    |

| rang   | atlete             | prestatie |
| ------ | ------------------ | --------- |
| Goud   | Veerle Jennes      | 5,98 m    |
| Zilver | Sandrine Hennaart  | 5,93 m    |
| Brons  | Marleen Van Parijs | 5,73 m    |

### Hink-stap-springen
| rang   | atleet           | prestatie |
| ------ | ---------------- | --------- |
| Goud   | Didier Falise    | 16,15 m   |
| Zilver | Frédéric Stockis | 15,13 m   |
| Brons  | Eric Herman      | 14,82 m   |

### Hoogspringen
| rang   | atleet             | prestatie |
| ------ | ------------------ | --------- |
| Goud   | Geert De Roose     | 2,09 m    |
| Zilver | Gerolf De Backer   | 2,06 m    |
| Brons  | Frédéric Bombaerts | 2,03 m    |

| rang   | atlete             | prestatie |
| ------ | ------------------ | --------- |
| Goud   | Natalja Jonckheere | 1,90 m    |
| Zilver | Sabine De Wachter  | 1,88 m    |
| Brons  | May Verheyen       | 1,82 m    |

### Polsstokhoogspringen
| rang   | atleet          | prestatie |
| ------ | --------------- | --------- |
| Goud   | Domitien Mestré | 4,80 m    |
| Zilver | Luc Joannes     | 4,60 m    |
| Zilver | Roland Elias    | 4,60 m    |

### Kogelstoten
| rang   | atleet               | prestatie |
| ------ | -------------------- | --------- |
| Goud   | Noël Legros          | 16,10 m   |
| Zilver | Ludwig Peetroons     | 15,67 m   |
| Brons  | Peter Van den Eynden | 15,35 m   |

| rang   | atlete              | prestatie |
| ------ | ------------------- | --------- |
| Goud   | Marie-Paule Geldhof | 15,03 m   |
| Zilver | Brigitte Fransen    | 14,60 m   |
| Brons  | Greet Meulemeester  | 13,47 m   |

1985 ·
1986 ·
1987 ·
1988 ·
1989 ·
1990 ·
1991 ·
1992 ·
1993 .
1994 ·
1995 .
1996 ·
1997 ·
1998 .
1999 ·
2000 .
2001 · 
2002 · 
2003 · 
2004 · 
2005 · 
2006 · 
2007 · 
2008 · 
2009 · 
2010 · 
2011 · 
2012 · 
2013 · 
2014 ·
2015 ·
2016 ·
2017 ·
2018 ·
2019 ·
2020 ·
2021 ·
2022 ·
2023 ·
2024 ·
2025